# Колесник, Алексей Антонович
Алексей Антонович Колесник (укр. Олексій Антонович Колесник; 28 марта 1950, Карловка — 30 октября 2021 Киев) — советский и украинский актёр. Заслуженный артист Украины (2008).

## Биография
Окончил Киевский государственный институт театрального искусства им. И. Карпенко-Карого (1975). Дебютировал в кино ещё студентом в фильме «Как закалялась сталь» (1973).
С 1975 года работал в театрах Украины, в том числе в Киевском театре оперетты.
С 1978 года начинает сниматься на киностудии им А. Довженко, а с 1982 года — штатный актёр студии.
Член Национального союза кинематографистов Украины.
Умер 30 октября 2021 от последствий COVID-19.

## Фильмография
Снялся более чем в сорока лентах, среди которых:
- «Как закалялась сталь» (1973) — строитель
- «Алтунин принимает решение» (1978, телесериал, 3 с.) — эпизод
- «Овод» (1980, т/ф, 3 с.) — Микеле
- «Ярослав Мудрый» (1981) — Лука
- «Родник» (1981) — Давыдко)
- «Карастояновы» (1982, т/ф, 3 с.) — Николай
- «Легенда о княгине Ольге» (1983) — эпизод
- «Баллада о доблестном рыцаре Айвенго» (1983) — Жак-оруженосец
- «Подросток» (1983, т/ф, 6 с.) — Дергачёв
- «В лесах под Ковелем» — лейтенант Груздев
- «Твоё мирное небо» (1984) — эпизод
- «Искушение Дон-Жуана» (1985) — цыган
- «Накануне» (1985, т/ф)
- «Рассказ барабанщика» (1985) — эпизод
- «Холодное лето пятьдесят третьего» (1988) — Крюк
- «Киевский геликон» (1990) — поэт
- «Война на западном направлении»
- «Рыцарский замок» (1990)
- «Сердца трёх» (1992) — эпизод
- «Лунная луковка» (1993)
- «Ермак» (1996) — Никита Пан
- «День побеждённых» (2009)
- «Первый шаг в облаках» (2012, к/м)
- «Тот, кто прошёл сквозь огонь» (2012) — вождь индейцев